# 光州民主化運動
「5‧18」光州民主化運動（韩语：／），又名光州事件、光州事變、五一八光州事件或光州民衆抗爭也有甚者稱為光州暴動（韩语：／），朝鮮民主主義人民共和國方面稱光州人民起義（朝鲜语：／），是於1980年5月18日至27日期間發生在大韓民國西南部的光州及全羅南道地区，由當地市民自發组织的一次民主運動。当时掌握军权的陸軍中將全斗煥下令以武力鎮壓这次运动，造成大量平民和學生的死傷。此事件透過德國記者于爾根·辛茲彼得的影像拍攝得以广传于世。在全斗焕总统任期内，当局将这一事件定义为共产党同情者和暴徒煽动的叛乱。但随着韩国政治的发展，在20世紀90年代此事件终获平反。
起义始于全南国立大学抗议戒严令的学生被韩国军方开枪打死、杀害、强奸和殴打。虽然韩国政府声称有165人在大屠杀中丧生，但关于大屠杀的学术研究今天估计有600至2300名受害者。在全斗焕的军事独裁统治下，韩国政府将该起义称为“光州暴乱”，并声称起义是由朝鲜政府支持的“共产主义同情者和暴徒”煽动的。
1997年，5月18日被韩国中央政府确立为光州事件的全国纪念日，并修建了一个国家受害者公墓。后来的调查证实了军队犯下的各种暴行。2011年，光州起义的文件被列为联合国教科文组织世界记忆名录。在当代韩国政治中，保守派和极右翼团体通常否认在光州事件中犯下的罪行。

## 背景
1979年10月26日，中央情報部部長金載圭刺殺實行獨裁統治多年的朴正熙，4個多小時後，金載圭被逮捕。朴正熙18年专制统治的突然结束留下了权力真空，引发了政治动荡和社会的不稳定。按照大韓民國憲法程序，崔圭夏出任代總統，並宣布從10月27日凌晨4時起除济州島外實行全國戒严。戒嚴期間對各政府機關、重要團體和新聞機構進行軍管，禁止國會以外的任何政治活動，嚴禁各種罷工、集會、遊行示威，學校停課，實行宵禁等。大韓民國陸軍參謀總長鄭昇和上將兼任戒嚴司令。然而，崔圭夏对于政府没有真正的控制权，一浪接一浪的民主抗爭行動、工人及學生的遊行示威活動亦開始席捲全國。
1979年12月12日，身兼國軍保安司令部司令、戒嚴司令部聯合搜查本部長的陸軍少將全斗煥趁著這個混亂時期發動政变，逮捕戒嚴司令官鄭昇和，取得最高軍權。學生發起示威游行，要求撤銷戒嚴令及恢復國家的民主制度。
1980年3月，新学年开始时，因民主活动而被开除的教授和学生回到了大学，并成立了学生会，支持民主化、人权、劳工权利和新闻自由。这些抗议活动在1980年5月15日首尔站举行的反对戒严的示威活动中达到高潮，有10万名抗议者参加。
1980年5月17日，升為中將的全斗煥宣佈全國擴大戒嚴。再次擴大戒嚴令后，政府禁止了所有的政治活動、國會活動、對國家元首的批判，拘捕了金大中和金泳三等反對黨政治人物，大學勒令停課。當時，光州仍然有大規模的示威行動，全斗煥派軍隊以暴力鎮壓，造成數百人死亡、幾千人受傷。此时光州突出的背景是被拘捕的金大中出身于全罗南道，代表全罗地方的政治人士。同年八月，全斗煥在維新憲法体制下當選，並就職總統，開始其任期。
在韓國歷史上，光州及所在的全羅南道一直是未开发的目标，但同時亦是民主、思想開放進步人士的孕育地。在這樣的歷史背景下，當地人民積極投入民主抗爭活動，即使面對無情的鎮壓及混亂的政局，也堅決繼續示威，成為歷史性的抗爭地。该地区曾是东学党起义（1894-1895年）、光州学生独立运动（1929年）和丽水-顺天事件（1948年）的发源地。

## 經過

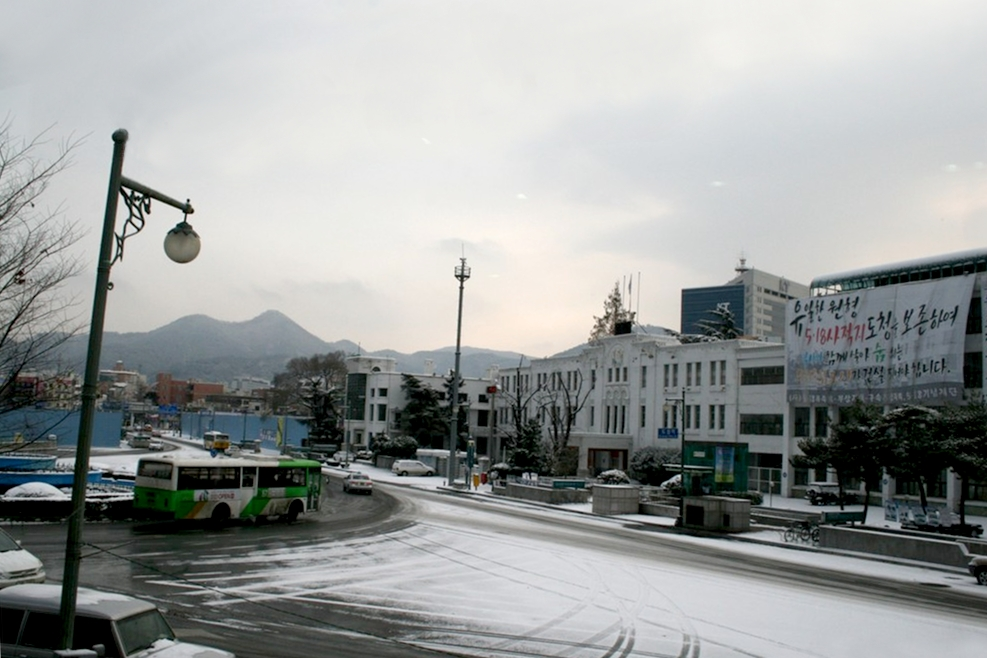
事件發生地：光州全羅南道廳舊本館及前方的錦南路

1980年5月上旬，示威浪潮擴大，民眾要求撤銷戒嚴令和全斗煥下台。
5月15日，首都漢城（今首爾）有5萬名群眾示威。16日，光州有3萬名群眾示威。17日，全斗煥禁止一切政治活動，查封大學，禁止召開國會，禁止批評國家元首，並拘捕金大中與金泳三等民主人士和學生。
5月18日在光州，韓國陸軍第7空降旅的第33營、35營於該日乘卡車進駐學生作為基地的全南大學、朝鮮大學，1500名學生在校門口與空降部隊發生衝突，400餘名學生被拘捕並有80多人輕重傷。
19日封鎖光州，陸軍第11空降旅緊急調往光州增援，市民使用鐵棍和燃燒彈對抗空降部隊。
20日凌晨，第3空降旅所屬的3個營從漢城出發，南下光州。白天，20萬以上市民參加抗爭，幾百輛公共汽車、計程車帶頭衝破軍隊的防線。与此同时，電臺一直沒有報導「光州事件」，市民對此十分憤怒，到光州MBC縱火。
21日，光州市民掠奪軍工廠及後備軍的軍械庫，繳獲了裝甲車的武器及TNT等，並佔領了全羅南道廳，武裝對抗軍警。光州市和外部的鐵路、公路和通信線路被切斷。全斗煥在這天決定真正准許用實彈武力鎮壓。
5月22日，金大中被控以煽動罪名，遭起訴，萬名軍人包圍光州。在光州，「市民收拾對策委員會」組成，開始與政府談判。委員會提出繳還武器，但遭抗爭隊領導部反對。同一天，主張撤兵的全羅南北道戒嚴分所所長尹興禎中將遭到撤換，由陸軍綜合行政學校校長蘇俊烈少將接替其職位，繼續鎮壓方針。
5月23日，開始確認死者身份。繼續討論武器收回問題。15萬名市民召開大會，商討日後的策略。
5月24日，10萬名市民在雨中召開第二次大會。
5月25日，5萬名市民召開第三次大會。很多人捐錢、捐血。經討論，「光州民主民眾抗爭領導部」組成，決心抗爭到最後一刻。
5月26日，市民躺在路上阻擋坦克，但坦克不顧人群依舊進城。抗爭隊預料國軍將要入城掃蕩，決定疏散其他人，只讓「抗爭領導部」的人留下。在200多名留下來的人中，有10多名女孩子及60多名高中學生，因為親友被殺害而堅決留下。韓國以軍隊鎮壓光州的抗爭者，陸續數千名軍人開著坦克進入，大部分抗爭者最終放棄抵抗。
28日，搜索全城，幾千名市民被逮捕、扣押，民主派領袖金大中被判死刑（後來改判無期徒刑）。

### 韓軍鎮壓行動體系
以下是韓國軍方鎮壓光州事件期間的相關單位及人物：
- 國軍保安司令部（司令全斗煥中將；對共處長李鶴捧上校）
  - 光州505保安部隊（隊長李在于上校）
- 陸軍本部／戒嚴司令部（參謀總長李熺性 (1924年)上將；參謀次長黃永時中將）
  - 陸軍特戰司令部（司令郑镐溶少將；作戰參謀張世東上校）
  - 第二野戰軍（朝鲜语：대한민국 2작전사령부）（司令陳鍾埰中將）
    - 全羅南北道戒嚴分所（所長 戰鬥教育司令官尹興禎（朝鲜语：윤흥정）中將→陸軍綜合行政學校校長蘇俊烈少將）
      - 全羅南道戒嚴分所（所長 第31師（朝鲜语：대한민국 31향토보병사단）師長鄭雄少將）
        - 第7空降旅（旅長申佑湜（朝鲜语：신우식）准將）
          - 7旅第33營（營長權承萬中校）
          - 7旅第35營（營長金一玉中校）

        - 第11空降旅（旅長崔雄准將）
          - 11旅第61營（營長安富雄中校）
          - 11旅第62營（營長李濟元中校）
          - 11旅第63營（營長曹昌九中校）

        - 第3空降旅（旅長崔世昌（朝鲜语：최세창）准將）
          - 3旅第11營（營長林守元中校）
          - 3旅第12營（營長金完培中校）
          - 3旅第13營（營長邊吉男中校）
          - 3旅第15營（營長朴琮圭（朝鲜语：박종규 (1944년)）中校）
          - 3旅第16營（營長金吉洙中校）

      - 第20師（朝鲜语：대한민국 20기계화보병사단）（師長朴俊炳（朝鲜语：박준병 (1933년)）少將）
        - 20師第60團（團長鄭守和上校）
        - 20師第61團（團長金東鎮上校）
        - 20師第62團（團長李丙年上校）

## 后续

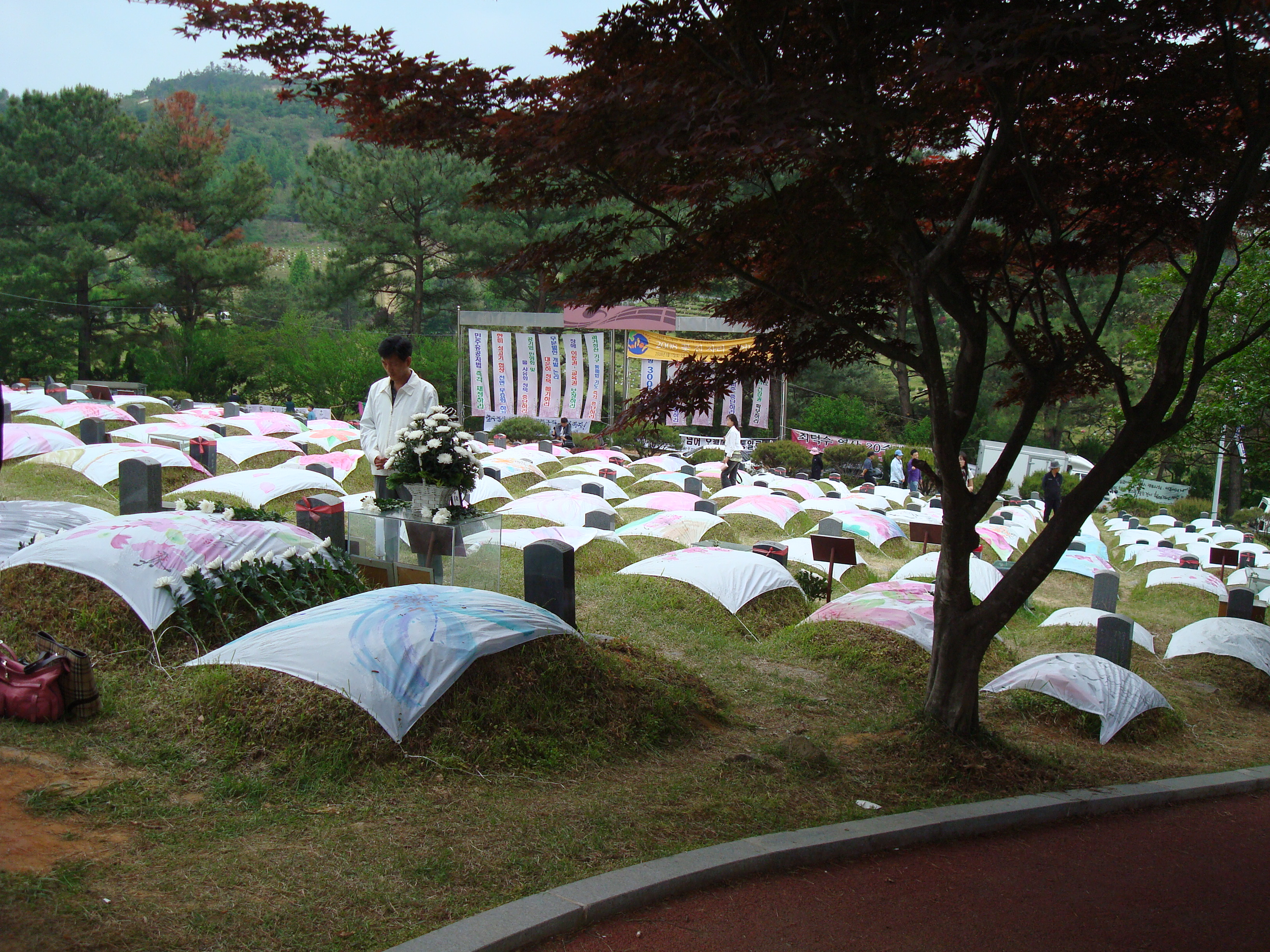
埋葬光州民主化運動罹難者的墓园

### 受害者團體
全斗煥在鎮壓「光州事件」後成為總統，一直企圖定調「光州事件」為「金大中等親共主義者主導的內亂陰謀事件」，政府禁止一切對「光州事件」的輿論及出版物。每當總統或官僚從首爾到光州訪問時，死難者家屬都被監視及軟禁在家中，而每次示威及抗議行動中，均有民主人士被毆打鎮壓。
死傷者家屬和受傷者組成了幾個不同團體，包括「拘留者家族會」（1980年組成）、「5·18光州義舉遺族會」（1980年組成）、「5·18負傷者同志會」（1982年組成）等。這些團體於每年5月18日，都在政府的干預及鎮壓下，試圖舉行悼念會，漸漸形成一起要求「查明真相」、「處罰負責人」、「賠償受害者」的共識。他們在「光州事件」的平反過程中，一直扮演重要的角色。以下是其中一些抗議行動：
- 1981年2月18日全斗煥到光州時，受難者家屬抗議示威。雖然政府不容許人民公開談論「光州事件」及舉行追悼會，但受難者團體卻無懼當局壓迫，如常在5月18日舉行悼念會及示威，50人被捕。
- 1984年悼念會後示威，80人被逮捕。
- 1985年「5.18受難者紀念碑建立及紀念活動籌備委員會」成立，舉行5.18悼念會及悼念彌撒，500人參加。
- 1986年1千多名受難者家屬和大學生，舉行悼念會及示威。
- 1987年新任總統盧泰愚致公開信給受害者家屬，認同「光州事件應被視為民主化過程的一部份」。

### 學生、宗教團體、社會運動人士
大學生在揭露政府企圖掩飾「光州事件」及查明真相的過程中，一直擔當重要的角色。
1982年，居住于光州的作家黄皙暎和全南大学的数名大学生一同创作了《献给你的进行曲》以纪念罹難者，这首歌此后成为「光州事件」的象征。
一些宗教團體每年舉辦悼念會，特別是「光州天主教正義和平委員會」在鎮壓行動發生後，曾試圖呼籲當局停止屠殺人民。為了突破對光州的訊息封鎖，更分別派神父到首爾講述「光州事件」，以及到羅馬促請教廷呼籲韓國停止屠殺人民。該會在1987年第一次發行了「光州事件」資料集、相冊，並舉行7周年紀念活動等。天主教正義具現神父團更發表反政府聲明，並放映從德國、日本帶回來的「光州事件」錄影帶。
1987年，很多市民和社會運動人士連續幾個月不斷的示威及遊行，要求直選總統。在此民主氣氛下，政府人員也開始打破禁忌，提出「光州抗爭」的問題，而有關書刊亦開始出版（雖然仍非法）。
1980年及1985年，兩名工人為要求查明「光州事件」鎮壓真相而自焚。

### 文在寅政府
2017年5月18日，時任韓國總統文在寅出席光州事件37週年紀念儀式活動致詞時表示，大韓民國政府允諾將該事件重新調查，他表示：「37年前在光州發生的事，是韓國近代最傷感的時刻……這些死難者曾是某人的親人、鄰居，他們是普通的市民和學生……但他們仍以生命爭取人權、及自由不受侵犯的生活。作為總統，在此對犧牲者的靈魂致意。」、「新政府將盡更大努力，揭開屠殺的完整真相……，確定下令開槍射殺示威群眾的人。」。

### 全斗煥
2016年5月，大韓民國前總統全斗煥表示，自己已經完成《全斗煥回憶錄》，要將自己所認知歷史內幕付梓出版。然而該回憶錄第一冊，在2017年春末問世出版後，其中爭議內容，特別是對1980年光州事件陳述，他宣稱：「在光州，除了士兵生命受到威脅之外，戒嚴軍絕對沒有把槍口指向平民」、「我覺得事件有朝鮮特種部隊滲透起事的跡象」、「受到朝鮮煽動的暴民無法進行溝通，為了保護光州民眾的軍隊才會自衛反擊。」等爭議性字眼，顯示全斗煥本人始終不承認自己下令軍隊鎮壓示威群眾，并企圖將「抗爭群衆」定調為親朝鮮的共産主義者。該回憶錄出版後，也很快地引起受難者團體與遺族強烈怒吼不滿，很快地蒐集資料，並在2017年6月12日，向大韓民國光州地方法院提出民事訴訟，以「侵害光州受難者名譽權利」為由，要禁止該書出版，直到出版社撤除33處爭議文字。2017年8月4日，大韓民國光州地方法院作出裁定，該回憶錄相關爭議敘述，已扭曲歷史事實，該爭議相關內容，也恐將影響平反調查與求償訴訟，進而侵犯光州事件受害者與遺族團體權利。因此裁定全面禁止該回憶錄出版、發行、複製、廣告、販售等，若有出現違規，將罰以每次檢舉500萬韓元的賠償金。

## 平反

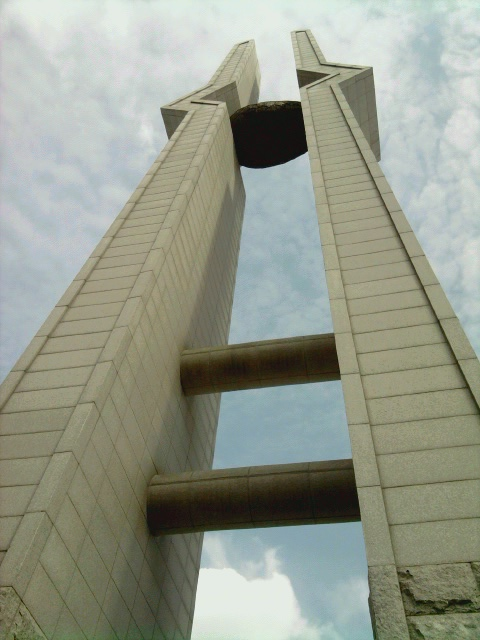
光州民主化運動罹難者的紀念塔

1987年1月14日，首爾大學學生朴鍾哲在警員的酷刑下死亡，6月9日，延世大學學生李韓烈在示威中被催淚彈彈殼擊中並於7月5日傷重不治，引起全國的反政府示威，提出全面民主化的呼聲，六月民主運動展開，最終韓國逐漸走向民主化，全斗煥交出權力。在這氣氛下，要求查明「光州事件」真相的輿論愈來愈強烈，而政府亦開始打破禁忌，公開談論「光州事件」，受難者可以在國會聽證會上講述所受到的迫害。「光州事件」開始擺脫從前「共產主義者的內亂陰謀事件」的定性而被視為「國家民主化運動的部份」，但是對「查明真相」、「處罰負責人」方面的問題，則仍未解決。

## 賠偿
1993年，總統金泳三第一次將「雙十二政變」和「光州事件」定調為「內亂事件」，即承認全斗煥企圖執政而導致武力鎮壓光州的事件。
1994年「5·18紀念財團」創立，是把「5·18」賠償金發還給社會而設立的有關合法團體。同時，抗爭受害者們起訴全斗煥和當時的主要軍人等共35名，展開法律訴訟行動。
1995年7月經調查後，政府決定不起訴有關加害者，理由是「成功的平定內亂不能被處罰」，引起廣泛輿論批評。「5·18」有關團體長期靜坐。10月前總統盧泰愚（曾協助全斗煥鎮壓「光州事件」）以權謀私得來的金錢被揭露，人民開始質疑前總統們的操守問題。11月盧泰愚被扣留、監禁。11月24日總統金泳三指令制訂「5·18特別法」。11月30日檢察成立特別偵察本部，再開始偵查。12月3日全斗煥也被扣留、監禁。
1996年2月28日全斗煥及盧泰愚前總統等16人被起訴。8月26日法庭承認他們的「軍隊叛亂和內亂罪」及「內亂目的殺人罪」。全斗煥因「叛亂、內亂首惡罪」被判死刑，盧泰愚則因「叛亂、內亂主要任務從事罪」被判監禁22年6個月。至此，「光州事件」在法律上獲得了平反。
12月16日全斗煥及盧泰愚向高等法院上訴，最後全斗煥被判無期徒刑，盧泰愚被判入獄17年。1997年4月17日終審法院判全斗煥無期徒刑和罰款2628億韓元。5月18日首次被指定為「國家紀念日」，首次在政府帶領下，在新墓地舉辦紀念儀式。12月22日金大中當選總統，與總統金泳三協定，為了國民大統合，特赦、復權和釋放全斗煥及盧泰愚。1998年「光州事件」有關團體大統合，5月18日成為「文化節日」。
1999年促使在「光州事件」中被害人，封為「國家有功者」，給予有關抗爭者醫療保險。「東亞細亞國家暴力受害者聯合會」組成「5月光州事件精神」繼承運動。「光州事件」成為人權、和平的搖籃，市民自治共同體運動。倡建「5·18紀念館」和「5·18紀念廣場」，建議設立受害者治療中心。2000年第一次有現職總統參加「光州事件」紀念儀式，總統金大中並承諾制定有功者特別法。「5·18紀念財團」制定「光州人權賞」，給予國內人權團體或人權運動人士。抗爭期間被解雇的教師（約200多名）和教授（約10多名）向國家提出索償訴訟，結果勝訴。

## 死伤情况
当初政府發表的死者是191人。5.18紀念財團發表補償金的支給明細。
| 分類   | 申請者数 | 撤銷者 | 棄却数 | 認定数 | 支給額 （百万韓圓） | 備註（重複人員） |
| 合計   | 7,716    | 130    | 2,526  | 5,060  | 229,732             | （698）          |
| 死者   | 240      | 16     | 70     | 154    | 17,042              |                  |
| 失蹤   | 409      | 18     | 317    | 70     | 9,048               |                  |
| 負傷   | 5,019    | 50     | 1,761  | 3,028  | 172,775             | （12）           |
| 其之外 | 2,052    | 48     | 378    | 1,628  | 30,867              | （686）          |

※ 重複支給者是698人。實際認定人数是4,362人。

## 影响
光州事件是韓國人民數十年來對民主、自由呼聲的抑壓下爆發出來的。政府把爭取民主的呼聲血腥鎮壓下去，並繼續掌權，顯示當時韓國政府的獨裁統治，民主發展的情況惡劣。
光州事件对韩国政治产生了深远的影响，全斗焕因军事政变而变得失去民心，在光州派遣特种部队伞兵对抗示威者后，他的统治合法性面临威胁。光州民主化运动早于20世纪80年代末其他民主运动，这些运动迫使韩国政权进行民主化改革。
光州事件的平反，意味政府承認人民的要求是正當的，從而促進韓國的民主化，特別是當時因「內亂陰謀罪」而被宣判死刑的民主運動領袖金大中，后来終當上總統。金大中也是第一位担任总统的反对派候选人。
1997年，韓國政府將5月18日制定為5·18民主化運動紀念日，而光州亦已經成為人權和自由的「聖地」，每年5月18日，光州都舉行對人權、民主、自由的國際學術會議和有關的美術展覽會、音樂會、聖地巡禮（墓地參拜）等等之抗爭紀念儀式，而光州事件亦成為被紀念的歷史事件。
但是，在鎮壓過程中，下令開槍的及開槍的人等問題仍有待解決，有關團體會繼續要求徹底查明事實及公開真相。

### 美国立場
美国政府在事件发生后的态度使局势出现了剧变，光州民眾認為，全斗焕光是调兵到光州就等於變相得到了美国政府的支持。因为，根据1950年代签订的韩美同盟，大韓民國國軍的指挥权在驻韩美军手中。而美軍駐韓司令威克姆上將、和美國駐韓大使來天惠在事發當時的角色也成為爭議所在。最後，数千名军人开着坦克进入市区，尽管有市民卧路阻挡，但坦克仍然肆无忌惮地碾壓過他们而入城。韓國國軍占领了道厅，並枪杀了最后一批不肯撤出道厅主楼的20多名学生和市民。光州民主运动以残酷镇压而告终。
然而美国政府官方报告中已写明美国政府实际上并不预先知道这次事件。實際上韓軍在平時是由自身的各司令部擔當指揮，在戰時才與駐韓美軍並肩作戰，交由「韓美聯合軍司令部」負責指揮。對美方而言，他們最多只能瞭解韓國內部兵力調動的訊息而已，不代表美方支持鎮壓。

### 反美主义
20世纪80年代标志着韩国反美情绪的激增，这被广义上追溯到美国对全斗焕政府的支持及其参与镇压光州起义。根据Bruce Cumings的说法：
“光州让新一代韩国年轻人相信，民主运动不是像老一代更保守的韩国人所想的那样，在华盛顿的支持下发展起来的，而是面对美国对韩国独裁者任何支持的情况下，进行一场反美运动，要摧毁美国支持韩国的整个结构。美国文化中心被烧毁，学生们自焚，以抗议里根对全斗焕的支持。”
反美情绪源于美国参与全斗焕的崛起与光州大屠杀的共谋。时任美国驻韩大使來天惠在给《纽约时报》的信中表示，美国授权韩国陆军第20师夺回光州并恢复戒严令。但美国政府否认了这些说法。美国一直否认对该部队部署的任何预知，并表示美国政府无权干涉韩国政府的行动。

## 相关作品

### 小说
- 《少年來了》（소년이 온다，2014），2024年诺贝尔文学奖得主韩江作品

### 電影
- 薄荷糖，1999年韓國電影
- 华丽的假期，2007年韓國電影
- 26年，2012年韓國電影
- 辩护人，2013年韓國電影
- 挖掘机，2017年韓國電影
- 我只是個計程車司機，2017年韓國電影
- 1987：黎明到來的那一天，2018年韓國電影
- 1980光州事變，2019年韓國電影
- 以兒子的名義，2021年韓國電影
- 女高怪谈重启：母校，2020年韓國電影
- 我在和平飯店，2024年韓國電影

### 電視劇
- 沙漏，1995年韓國電視劇
- 第五共和國，2005年韓國電視劇
- 請回答1988，2015年韓國電視劇，成寶拉參與的學運事件原型
- 德魯納酒店，2019年韓國電視劇，第11集的404號房以這個為時間背景

- 五月的青春，2021年韩国電視劇

### 歌曲或MV
- 献给你的进行曲，光州事件的代表性纪念歌曲，曾被徐英恩（朝鲜语：서영은 (가수)）、安致煥、尹珉錫（朝鲜语：윤민석）等歌手翻唱。
- That's my fault，2013年SPEED的劇情式MV Part1
- It's over，2013年SPEED的劇情式MV Part2
- IU,徐太志 - 昭格洞(소격동) 2014年收入徐太志的9輯《Quick Night》歌曲
- The Quiett - 箱子里的青春(상자 속 젊음) (feat.paloalto) 2001年收入The Quiett的1輯《Music》歌曲
- MONSTA X - All in MV劇情
- BTS - Ma City （成員J-hope歌詞）
- SUGA (Gloss)製作 - 518-062